# Табанары
Табана́ры (чув. Тапанар) — деревня в Цивильском районе Чувашской Республики. Входит в состав Второвурманкасинского сельского поселения.

## География
Находится в северной части Чувашии на расстоянии приблизительно 5 км на северо-запад по прямой от районного центра города Цивильск на правобережье речки Тожанарка.

## История
Известна с 1858 года как околоток. В 1897 году было 165 жителей, в 1926 — 47 дворов, 219 жителей, в 1939—191 житель, в 1979—130. В 2002 году было 35 дворов, в 2010 — 40 домохозяйств. В период коллективизации был организован колхоз «Ильич», в 2010 году действовало КФХ «Хорошавин».

## Население
Постоянное население составляло 90 человек (чуваши 100 %) в 2002 году, 110 в 2010.